# Шнейдер, Карл Васильевич
Карл Васильевич Шнейдер (1837—1914) — правовед, действительный тайный советник, сенатор.
Сын профессора римского права С.-Петербургского университета и училища Правоведения. Образование получил в училище при церкви Св. Анны и на юридическом факультете С.-Петербургского университета. Курс наук окончил с золотой медалью, первым кандидатом по разряду юридических наук. Ему, в качестве исключения из правил, высочайше разрешено было поступить на службу в столицах прямо по Министерствам и Главным Управлениям.
Начал службу в Канцелярии Сената, где занимал в 1-м Отделении 3-го Департамента должности: секретаря с 1859 и обер-секретаря с 1863 г., служа под начальством Обер-Прокуроров: сначала А. Е. Матюнина, а потом — О. В. фон Эссена. В 1866 г. Шнейдер был назначен и. о. юрисконсульта в Консультации, при Министерстве Юстиции, а затем — чиновником за Обер-прокурорским столом. В 1871 г. он перешел на службу в СПБ. Судебную Палату, членом которой состоял по 1875 год, когда был назначен делопроизводителем Канцелярии Статс-Секретаря у принятия прошений, на Высочайшее имя приносимых. Вместе с тем он с 1886 г. состоял членом от Министерства Юстиции в образованном тогда Совете по железнодорожным делам, в трудах которого принимал деятельное участие до 1892 года, когда был назначен сенатором.
До 1901 года состоял в Гражданском Кассационном Департаменте, где занимался преимущественно рассмотрением железнодорожных и торговых дел, а также дел Прибалтийских губерний, а затем был перемещен во Второе Общее Собрание Сената, с правом присутствовать и в Гражданском Кассационном Департаменте, по мере возможности, и преимущественно по железнодорожным делам.
К. В. Шнейдер состоял членом комиссии об обеспечении обязательств ипотечным порядком, которая в 1868 году была Высочайше учреждена при Министерстве Юстиции, под председательством гр. Палена. Кроме того, в течение свыше 20 лет, он участвовал в законодательных трудах по изданию нового устава о векселях (1902 г.) и был одним из составителей основного проекта, внесенного в Государственный Совет в 1884 г. В 1909 г. был привлечен Министерствами Юстиции и Торговли и Промышленности, к трудам по подготовлению международной конференции в Гааге, для установления единообразных норм вексельного права, а в 1910 году принимал деятельное участие в этой конференции, вместе с двумя другими делегатами, в качестве представителя Императорского Правительства, а также в качестве представителя Черногории.
Имел все русские ордена до ордена Святого Александра Невского с бриллиантами, включительно.

## Труды
- Шнейдер К. В. Международная конференция в Гааге для подготовления единообразных норм вексельного  права // Журнал Министерства юстиции. — 1911. — № 1. — С. 1—19.